# Aligia mexicana
Aligia mexicana är en insektsart som beskrevs av Kramer och Delong 1968. Aligia mexicana ingår i släktet Aligia och familjen dvärgstritar. Inga underarter finns listade i Catalogue of Life.